# Jindřich Pavlíček
Jindřich Pavlíček (14. července 1862 Týn nad Vltavou – 22. ledna 1935 Praha) byl rakouský a český podnikatel a politik, na počátku 20. století poslanec Českého zemského sněmu a starosta Týna nad Vltavou.

## Biografie
Vychodil školu v rodném Týně nad Vltavou a studoval německojazyčnou reálku v Českých Budějovicích, kterou nedokončil. Od roku 1878 až do roku 1911 působil jako obchodník s koloniálním a železářským zbožím. V letech 1901–1911 zastával úřad starosty Týna nad Vltavou, přičemž od roku 1899 zasedal v městské radě.
Na počátku století se zapojil i do zemské politiky. V volbách v roce 1908 byl zvolen do Českého zemského sněmu v kurii městské, obvod Třeboň, Lišov a Týn nad Vltavou. Politicky se uvádí coby člen mladočeské strany. Kvůli obstrukcím se sněm po roce 1908 fakticky nescházel.
Později působil jako místopředseda správní rady firmy Papirografie v Praze.
Zemřel v lednu 1935 v Praze-Dejvicích. Pohřben byl v rodném Týně nad Vltavou.